# 雅努什·凯日科夫斯基
雅努什·凯日科夫斯基（波蘭語：Janusz Kierzkowski，1947年2月26日—2011年8月19日），波兰男子自行车运动员。他曾代表波兰参加1968年、1972年和1976年夏季奥林匹克运动会自行车比赛，其中1968年奥运会获得一枚铜牌。